# Торфова промисловість України
Торфова промисловість — галузь паливної промисловості, яка включає освоєння торфових родовищ, видобування й переробку торфу.
Сьогодні торф становить дуже незначну частину паливного балансу України.

## Історія
На території сучасної України перші успішні спроби організованого добування торфу як енергетичного палива для цукрових, винокурних, цегельних та інших заводів, а також для опалення приміщень мали місце в колишніх Чернігівській (1845), Київській, Подільській, Полтавській та Харківській губерніях, у 1860-х — на Волині, згодом — в інших місцях.
Розвиток торфової промисловості в Україні почався на початку XX століття.
Становленню вітчизняної торфової промисловості сприяла Постанова Української економічної ради від 15.03.1922 «Про організацію акціонерного товариства з розробки торф'яних багатств України». Після згортання нової економічної політики торфове виробництво стало державною галуззю. Підприємства «Укрторфтресту» відіграли важливу роль у відновленні народного господарства України після Другої світової війни. У час, коли більшість вугільних шахт Донбасу були зруйновані і затоплені, торфопідприємства почали постачати торфове паливо для теплоелектростанцій, цукрових, спиртових заводів та інших промислових об'єктів уже в 1943—1944.
Видобуток торфу протягом 1940-1970-х років коливався в межах 3000-4000 тисяч тон на рік.
В 1950-х роках були збудовані заводи з брикетування торфу на Житомирщині (Бучманський завод) та Сумщині (Мнівський та Шосткинський заводи).
У 1960-х роках до них додалися Озерянський (Житомирська область), Замглайський (Чернігівщина) та Стоянівський (Львівщина) брикетні заводи.
Станом на 1958 рік виробництво торфобрикетів в Україні становило близько 75 тисяч тонн на рік, а до середини 1970-х рр. збільшилося до 800 тисяч т/рік.
Незважаючи на збільшення обсягів виробництва, торфова промисловість у той період працювала переважно для індивідуального споживання.
Пік розвитку торфової промисловості України припав на 1980-ті, коли в системі Республіканського промислового об'єднання з видобування та переробки торфу «Укрторф» Міністерства місцевої промисловості УРСР стабільно працювали 25 торфобрикетних заводів, що продукували до 1 млн т торфових паливних брикетів на рік. Торфопідприємства також виробляли щорічно до 250 тис. т кускового паливного торфу та 6–8 млн т фрезерного торфу сільськогосподарського призначення.
На кінець 1980-х торфова промисловість України була комплексною механізованою галуззю народного господарства, що вирішувала не лише економічні, а й соціальні питання життєдіяльності суспільства. Більшість торфобрикетних заводів будували разом із робітничими селищами та необхідною інфраструктурою. Функціонувала мережа закладів освіти — Український інститут інженерів водного господарства (тепер Національний університет водного господарства та природокористування), Ірпінський індустріальний технікум (тепер коледж, Київська обл.), Замглайське професійно-технічне училище (Чернігівська обл.). Була створена галузева машинобудівна та ремонтна база — Ірпінський завод «Машторф» та Коростишівський ремонтно-механічний завод (Житомирська обл.).
У 1990-х в Україні розпочався інтенсивний спад торфового виробництва. Після ліквідації сільськогосподарських підприємств колективної та державної форм власності суттєво знизився видобуток торфу сільськогосподарського призначення. Інтенсивна газифікація населених пунктів, за низьких тогочасних тарифів на газ, зробили торфобрикет неконкурентоздатним, що призвело до закриття більшості торфобрикетних заводів.
На сьогодні основна частина торфу, який видобувається в Україні, використовується для потреб сільського господарства (для поліпшення якості ґрунтів) або входить до складу складніших торфопохідних матеріалів (торфокомпостів, торфобрикетів, торфосубстратів, торфокрихти тощо).
Сьогодні на території України торф видобувають у Чернігівській, Житомирській, Львівській, Сумській та Рівненській областях. Щороку добувають понад 20 млн. т. торфу. Організовано виробництво торфобрикетів. До 70-х років провідним способом добування був екскаваторний (понад 60 %). З розвитком торфобрикетного виробництва основним способом стає фрезерний. Значно змінився напрям застосування торфу. Якщо раніше майже весь добутий в Україні торф використовували як паливо, то з 1975 р. — лише 10-11 % загального видобутку. Переважним стає використання торфу для потреб сільського господарства як органічне добриво, а також для виготовлення різної продукції його переробки (торфових горщиків, різних ґрунтових сумішей та високоякісних компостів). Освоюються безнітратні біоторфові добрива, рідкі і тверді торфогумінові добрива, біологічно активні речовини (гумінат натрію).
На початку ХХІ ст., у зв'язку з подорожчанням нафтопродуктів її природного газу, торф знову привертає до себе увагу як енергоносій.
На 2021 на території України торф видобувають близько 30 підприємств різної потужності та форми власності. Основний видобуток забезпечують державні підприємства «Волиньторф», «Рівнеторф» та «Чернігівторф», що входять до складу Державного концерну «Укрторф». Вони щорічно видобувають близько 290 тис. т торфу і виробляють близько 145 тис. т торфобрикету (оцінка, 2020). Також, на договірних засадах, видобувають торф для сільського господарства, садівництва, овочівництва, квітникарства, грибництва тощо. У Львівській області функціонує ТОВ «Стоянівський торфобрикетний завод» (група підприємств «Торфдом»), яке видобуває торф і виробляє з нього продукцію, яку застосовують у гірничодобувній та металургійній промисловості під час переробки залізної руди та виконання буро-вибухових робіт для зменшення викидів пилу та отруйних газів вибуху.